# The Sawdust Trail
The Sawdust Trail er en amerikansk stumfilm fra 1924 instrueret af Edward Sedgwick.

## Medvirkende
- Hoot Gibson som Clarence Elwood Butts
- Josie Sedgwick som "Calamity" Jane Webster
- David Torrence som Jonathan Butts
- Charles K. French som Square Deal McKenzie
- Harry Todd som Quid Jackson
- G. Raymond Nye som Gorilla Lawson
- Pat Harmon som Ranch Foreman
- Taylor Carroll som Lafe Webster
- W.T. McCulley som Red McLaren